# Carteira (revista)
A Carteira.pt era uma revista mensal sobre finanças pessoais. Editada pela Entusiasmo Media, foi publicada entre junho de 2003 e abril de 2009. Tendo, também um site lançado em agosto de 2008.